# Sahelbiätare
Sahelbiätare (Merops viridissimus) är en fågel i familjen biätare inom ordningen praktfåglar. Den betraktades tidigare som underart till grön dvärgbiätare (Merops orientalis) men urskiljs allt oftare som egen art.

## Utseende och läten
Sahelbiätaren är mycket lik sina nära släktingar arabisk biätare (Merops cyanophrys) och orientbiätare (Merops orientalis) och dessa tre behandlades tidigare som en och samma art, grön dvärgbiätare. De är alla små (17–18 cm), övervägande gröna biätare med svart ögonbrynsstreck och ett svart band mellan bröst och strupe. Sahelbiätaren skiljer sig från de övriga två genom sina mycket långa och smala upp till 10 cm förlängda centrala stjärtpennor. Den har också karakteristiskt äppelgrön strupe och undersida samt gulgrön snarare än blå grön övre del av stjärten. Vidare är hand- och armpennor bronsbeige, ej gröna. Inga skillnader i läten har ännu dokumenterats.

## Utbredning och systematik
Fågeln delas in i två underarter med följande utbredning:
- Merops viridissimus cleopatra – Nildalen i Egypten och förmodligen denna underart också i norra Sudan
- Merops viridissimus viridissimus – Senegal österut genom Sahel till Eritrea

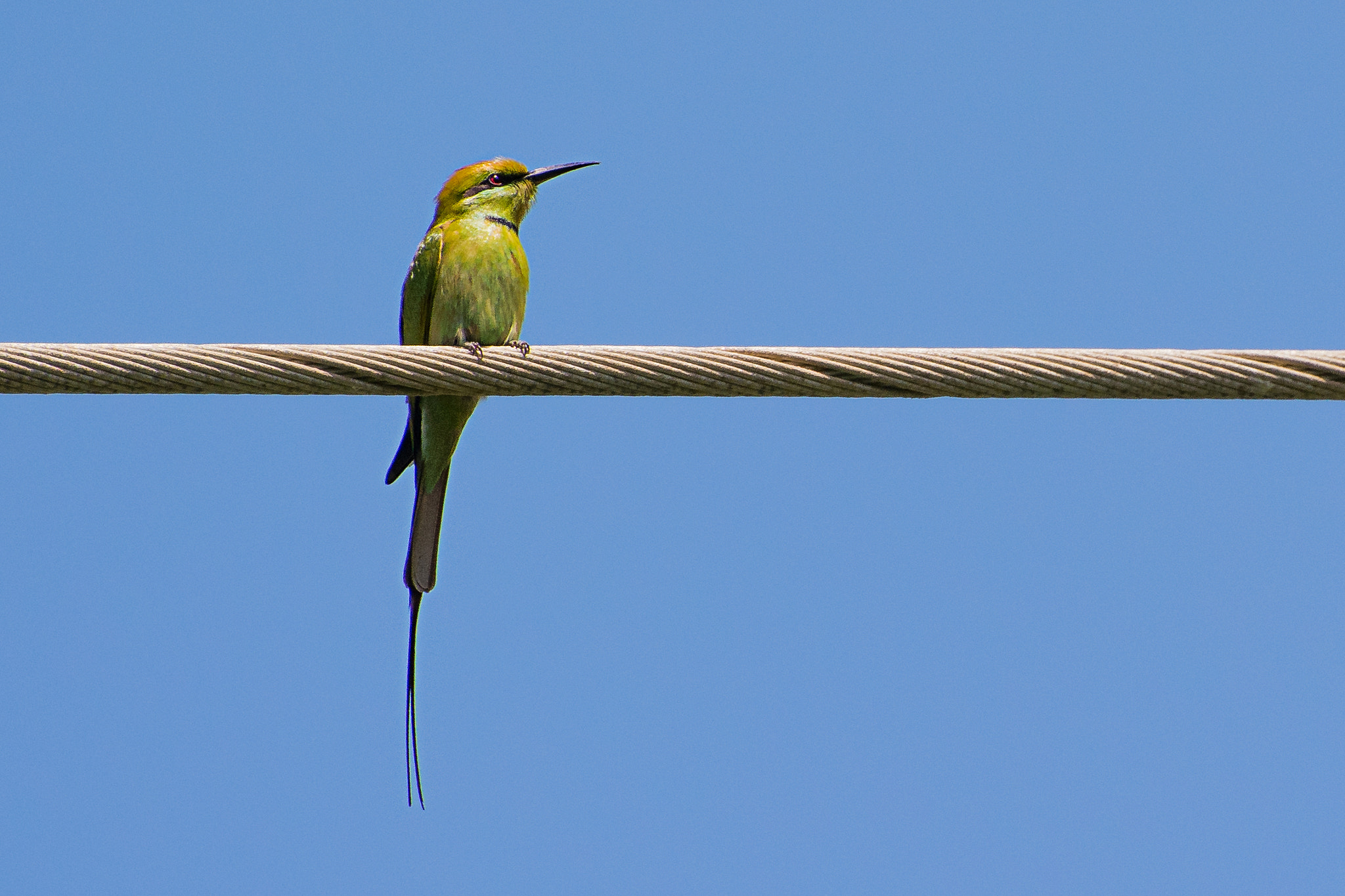
Underarten cleopatra i Egypten.

### Artstatus
Arten ansågs tidigare ofta vara en del av grön dvärgbiätare (Merops orientalis). 2014 delades denna dock upp i tre skilda arter av Birdlife International och IUCN på basis av avvikande utseende: sahelbiätaren, arabisk biätare (Merops cyanophrys) på Arabiska halvön och asiatiska orientbiätare (Merops orientalis i begränsad mening). Sedan 2021 urskiljs dessa även som egna arter av tongivande International Ornithological Congress (IOC), Clements et al följde efter 2022 och BirdLife Sverige 2024.

## Levnadssätt
Fågeln hittas i arida skogslandskap med spridda träd på huvudsakligen bar jord eller sand. Den livnär sig av insekter, huvudsakligen steklar, men även skalbaggar, termiter, flugor, halvvingar och fjärilar. Äggläggning sker i april i Egypten, mellan april och juni i Senegal och Gambia, mars-maj i Mali och mars-april i Nigeria. Efter häckning sprider den sig vida omkring.

## Status och hot
Arten har ett stort utbredningsområde och en stor population, och tros öka i antal. Utifrån dessa kriterier kategoriserar internationella naturvårdsunionen IUCN arten som livskraftig (LC). Världspopulationen har inte uppskattats men den beskrivs som lokalt ganska vanlig i hela utbredningsområdet. På senare tid har den expanderat sitt utbredningsområde norrut i Egypten.